# The Killing (série de televisão)
The Killing (no Brasil, The Killing - Além de um Crime) é uma série de televisão de drama dos Estados Unidos baseado no seriado dinamarquês Forbrydelsen. A versão estadunidense foi desenvolvida por Veena Sud e produzida pela Fox Television Studios e pela Fuse  Entertainment. A primeira temporada da série, composta por 13 episódios de quarenta e cinco minutos cada, estreou no canal a cabo AMC em 3 de abril de 2011, com uma première de duas horas.
O AMC anunciou em junho de 2012 que não iria mais transmitir a série, mas depois de uma renegociação com a Fox Television Studios e com a Netflix, a emissora desistiu do cancelamento e renovou a série para uma terceira temporada. O primeiro episódio da terceira temporada foi ao ar dia 2 de junho de 2013 nos Estados Unidos, sendo assistido por 1,8 milhões de pessoas. Após o encerramento da terceira temporada, "The Killing" foi novamente cancelada em setembro de 2013 pela AMC, mas teve sua quarta e última temporada produzida e transmitida pela Netflix.
Foi exibida nas madrugadas da Rede Globo a primeira e a segunda temporada de 23 de fevereiro a 13 de março de 2015.

## Sinopse
Situada em Seattle, Washington, a série segue a investigação sobre o assassinato da adolescente Rosie Larsen, com cada episódio, cobrindo aproximadamente 1 dia. A primeira temporada cobre as duas primeiras semanas da investigação e tem três histórias principais: a investigação policial sobre o assassinato de Rosie, as tentativas de sua família de lidar com a dor da perda de Rosie e uma campanha política que se torna envolvida no caso.

## Produção
O piloto foi encomendado pela AMC em meados de janeiro de 2010, e em agosto do mesmo foi ordenado uma temporada completa do seriado.
A série é filmada em Vancouver, Canadá, cujas filmagens começaram a ser feitas em 2 de dezembro de 2010.O piloto foi escrito pelo criador e produtor executivo da série Veena Sud e é dirigido por Patty Jenkins .Em contraste com a série original dinamarquês, o produtor executivo Veena Sud explicou: "Estamos criando nosso próprio mundo. Nós estamos usando a série dinamarquesa como um projeto, mas nós somos do tipo de criar o nosso próprio mundo, nosso mundo de suspeitos e, potencialmente, em última análise, que matou Rosie Larsen." Sud descreve a série como "uma narrativa lenta e de suspense no sentido de que cada momento não é embelezado ou disfarçado.Que a série é capaz de ir a todos os tipos de lugares os escuros, os bonitos, os trágicos, de uma forma que uma história deve ser contada."

## Recepção
A estréia da série recebeu elogios da crítica.Tim Goodman do The Hollywood Reporter deu à série uma análise muito positiva, chamando-a de "excelente e viciante Quando cada episódio termina, você por muito tempo que ver os próximos - um marco de grandes dramas. " Goodman também elogiou Mireille Enos, intérprete da detetive de homicídios durona Sarah Liden.
Os episódios subsequentes do piloto foram recebidos com menor elogios por alguns críticos, criticando a dependência do show em cima cada vez mais implausível pistas falsas para conduzir cada episódio, e a retenção de detalhes sobre origens de cada personagens, especialmente Rosie, tornando-os difíceis de relacionar.

### Audiência
A estréia de The Killing foi a segunda maior estréia de série original após The Walking Dead na AMC. A estréia atraiu 2,7 milhões de espectadores. A premiere do Reino Unido no Channel 4 trouxe em 2,2 milhões de espectadores.

### Elenco principal
- Mireille Enos como Sarah Linden
- Joel Kinnaman como Stephen Holder
- Eric Ladin como James Skinner
- Billy Campbell como Darren Ritchmond
- Brent Sexton  como Stan Larsen
- Michelle Forbes como Mitch Larsen

### Elenco secundário
- Katie Findlay como Rosie Larsen, a adolescente que foi encontrada morta
- Brandon Jay McLaren como Bennet Ahmed, um professor de Rosie
- Callum Keith Rennie como Rick Felder, o noivo de Sarah
- Kacey Rohl como Sterling Fitch, a melhor amiga de Rosie
- Patrick Gilmore como Tom Drexler, um rico empresária que financia a campanha de Darren
- Richard Harmon como Jasper Ames, ex-namorado de Rosie
- Lee Garlington como Ruth Yitanes, vereadora que apoia a candidatura de Darren
- Liam James como Jack Linden, o filho de Sarah
- Ashley Johnson como Amber Ahmed, esposa do professor Bennet Ahmed
- Garry Chalk como Lt. Michael Oakes, chefe de Sarah e Stephen na divisão de homicídios

## Recepção da crítica

### Primeira temporada
The Killing teve aclamação por parte da crítica especializada. Em sua primeira temporada, com base de 29 avaliações profissionais, alcançou uma pontuação de 84% no Metacritic.

#### Inicial
Tim Goodman do The Hollywood Reporter deu a série uma avaliação muito positiva, chamando-a de "excelente, absorvente e viciante. Quando cada episódio termina, você por muito tempo para a próxima marca de grandes dramas." Goodman também elogiou o desempenho de Mireille Enos como o personagem principal Sarah, dizendo: "Até que você assista Enos atuar como Sarah por um tempo que você percebe que não houve uma personagem feminina americana como ela provavelmente nunca."
Do Entertainment Weekly, Ken Tucker deu um B, dizendo: "A qualidade é surpreendentemente boa" e que "Alguns espectadores podem achar "The Killing" um pouco fria e deliberada, mas de-lhe um tempo. Sua intensidade constrói de forma constante, dando a série energia inesperada".
Alex Strachan do The Vancouver Sun diz que a série "é embebida em atmosfera e mergulhada no realismo gritante dos romancistas criminais escandinavos de Henning Mankell e Stieg Larsson" e que "não é tanto sobre o assassinato de uma jovem, pois é um estudo psicológico do que acontece depois, como uma comunidade unida que tenta recuperar e como mãe de um filho morto, o pai e os irmãos aprendem a lidar com a sua dor em suas próprias maneiras particulares".
Matt Roush do TV Guide aplaudiram a série, chamando a atuação de "tremenda" e dizendo que ele "foi imediatamente fisgado pela atmosfera moody deste mistério de assassinato de longa temporada definido em Seattle." Ele passou a dizer: "O que realmente se destaca para mim, nesta época de procedurals mesmice, é como The Killing dramatiza a devastação de uma morte violenta em uma família, da comunidade, das pessoas envolvidas na investigação. Nada sobre esse show é rotina."

#### Final
Os episódios subsequentes foram recebidos com menor louvor por alguns críticos, criticando a dependência do show em cima do carro herringsto red cada vez mais implausível cada episódio e a retenção de detalhes sobre o passado de cada personagem, especialmente de Rosie, tornando-os difíceis de relacionar ou simpatizar com a mesma.
O final da primeira temporada foi recebido com uma série de críticas negativas. O Los Angeles Times chamou de "um dos desfechos mais frustrantes da história da TV", com Alan Sepinwall do HitFix chamando o fim de "insultante". Finalmente, Maureen Ryan da AOL TV disse que o final "matou qualquer interesse que eu tinha em vez de assistir o show novamente." "[O show] começou na primavera passada parecendo o mais inteligente, o piloto mais elegante em anos", queixou-se Heather Havrilevsky no The New York Times Magazine. "Regresso a partir do final, em que ficamos a saber que o que estamos assistindo é na verdade um 26 horas de duração do episódio de Law & Order, e nós estamos apenas no meio."

### Quarta temporada
A quarta temporada alcançou a pontuação "podre" do Rotten Tomatoes com 47%. No consenso crítico do site diz: "Enquanto seus personagens ainda intrigam e sua atmosfera permanece absortamente escura, The Killing sucumbe à uma tolice em sua quarta temporada, vagueando em território distraidamente sobrecarregado."
Brian Lowry, escrevendo à Variety disse que a quarta temporada teve um "caso bastante sem inspiração. Apesar dos flashes que inicialmente fez a adaptação dinamarquesa tão intrigante, este passeio de estiramento não pode escapar da sensação de um programa pronto para ser colocado fora de sua miséria. (...) The Killing teve seu momento, e em vez de se transformar na franquia assassina que tinha o potencial de se tornar, acabou-se atirando no pé."
Brian Tallerico, do RogerEbert.com disse que a queda brusca da audiênca a partir da segunda temporada foi devido à falta da conclusão do caso Larsen e o retorno da telessérie para a quarta temporada parece "mais um epílogo (...) Digamos que foi feio".
Rob Owen, do Pittsburgh Post-Gazette disse que o seriado ficou sem rumo a partir do momento que não conseguiu encerrar a primeira temporada.

## Indicações e prêmios
A série foi indicada para três prêmios no 1st Critics' Choice Television Awards.A primeira nomeação foi para Melhor Série de Drama, enquanto as atrizes Mireille Enos e Michelle Forbes foram indicadas para Melhor Atriz e Melhor Atriz Coadjuvante, respectivamente.